# Serixia bihamata
Serixia bihamata là một loài bọ cánh cứng trong họ Cerambycidae.